# Танцующая наверху
«Танцующая наверху» (англ. The Dancer Upstairs; 2002) — испано-американская криминальная драма.
Слоган: «An honest man caught in a world of intrigue, power and passion».

## Сюжет
Офицер полиции Аугустин Рехас пытается выйти на след лидера подпольной марксистской группировки Эзекила. Эти поиски, которые он ведёт уже 12 лет, приводят Рехаса к встрече с Иоландой, учительницей танцев, которая меняет всю его жизнь…

## В ролях
| Актёр                | Роль            |
| -------------------- | --------------- |
| Хавьер Бардем        | Агустин Рехас   |
| Хуан Диего Ботто     | Сукре           |
| Лаура Моранте        | Иоланда         |
| Эльвира Мингес       | Ллоза           |
| Александра Ленкастре | Сильвина Рехас  |
| Оливер Коттон        | Мерино          |
| Хавьер Манрике       | Клориндо        |
| Абель Фолк           | Эзекиль / Дюран |
| Мари-Анн Берганса    | Лаура           |
| Лукас Родригес       | Гомес           |